# Gmina Kobarid
Kobarid (wł. Caporetto, niem. Karfreit) – gmina w zachodniej Słowenii, w pobliżu granicy włoskiej. W 2010 roku liczyła 4197 mieszkańców.

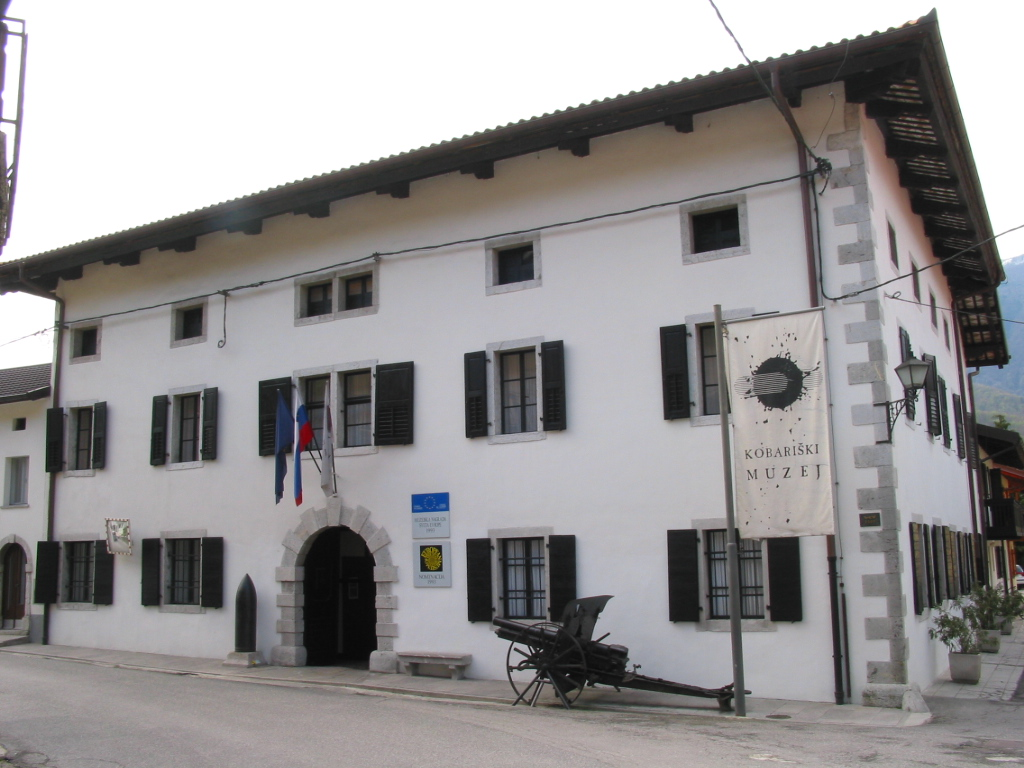
Muzeum bitwy
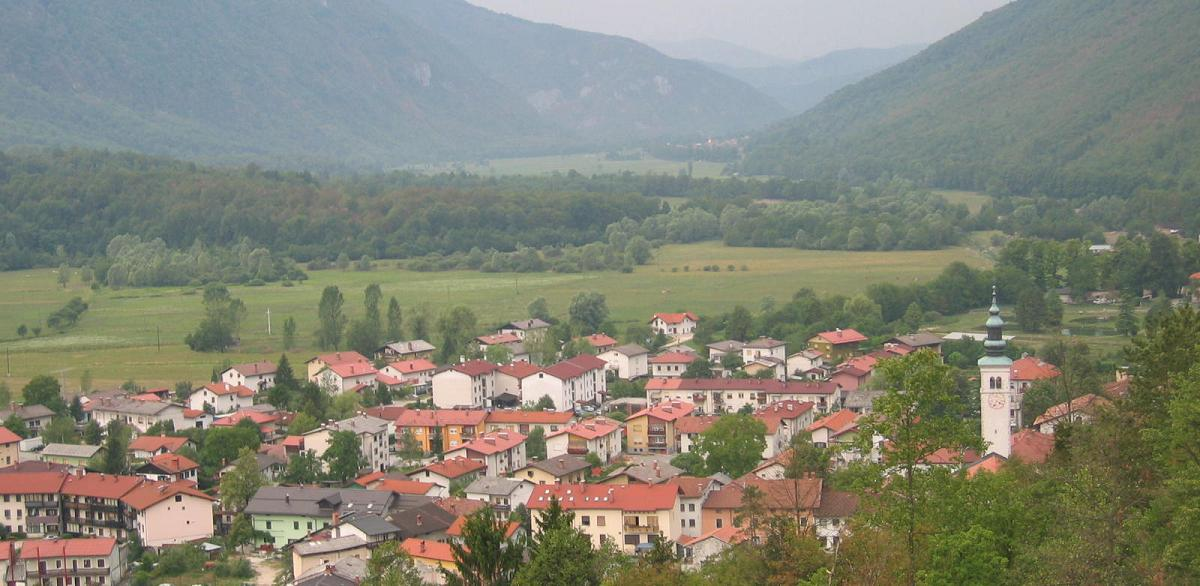
Kobarid

## Miejscowości
Miejscowości wchodzące w skład gminy Kobarid:

- Avsa
- Borjana
- Breginj
- Drežnica
- Drežniške Ravne
- Homec
- Idrsko
- Jevšček
- Jezerca
- Kobarid – siedziba gminy
- Koseč
- Kred
- Krn
- Ladra
- Libušnje
- Livek
- Livške Ravne
- Logje
- Magozd
- Mlinsko
- Perati
- Podbela
- Potoki
- Robidišče
- Robič
- Sedlo
- Smast
- Stanovišče
- Staro selo
- Sužid
- Svino
- Trnovo ob Soči
- Vrsno